# ウィングファットインターナショナル
ウィングファットインターナショナル（Wing Fat International Creative Limited）は、本社を香港に置き、中国及び東南アジアでキャラクターグッズ、ベビー玩具を企画、制作、製造を行うメーカー。

## 概要
2007年に創業。中国東莞市に自社工場、東南アジアに関連工場を持ちキャラクターグッズ、ベビー玩具の企画、制作、製造を行っている。
2015年よりヴァンフォーレ甲府のオフィシャルスポンサー。